# Darkside of the Sun
Albums de Tokio Hotel
Best of
(2010) Kings of Suburbia
(2014)
Singles
Darkside of the Sun est un album regroupant les titres des trois premiers albums de Tokio Hotel destiné exclusivement au Japon. Il a été réalisé à la suite du succès de leur single « Darkside of the Sun ». Le groupe a gagné le prix "Best Rock Video" aux MTV Video Music Aid Japan de 2011 pour cet album. L'album rassemble les chansons anglaises les plus populaires issues des deux albums anglais (Scream et Humanoid). La version deluxe inclut des chansons issues de Humanoid City Live et du maxi single Ready, Set, Go!. L'album a été réalisé en deux versions : standard (13 titres) et une deluxe version (16 titres et un bonus DVD).

## Liste des titres
| 1.    | Noise                | 3:53 |
| 2.    | Darkside Of The Sun  | 3:52 |
| 3.    | World Behind My Wall | 4:15 |
| 4.    | Ready, Set, Go!      | 3:34 |
| 5.    | Monsoon              | 4:01 |
| 6.    | Scream               | 3:21 |
| 7.    | Forever Now          | 3:37 |
| 8.    | Automatic            | 3:16 |
| 9.    | Humanoid             | 3:45 |
| 10.   | Break Away           | 3:24 |
| 11.   | Phantomrider         | 4:29 |
| 12.   | Dogs Unleashed       | 3:41 |
| 13.   | By Your Side         | 4:24 |
| 49:32 |                      |      |

| Deluxe Version | Deluxe Version                  | Deluxe Version | Deluxe Version | Deluxe Version | Deluxe Version | Deluxe Version | Deluxe Version | Deluxe Version | Deluxe Version |
| No             | Titre                           | Durée          |                |                |                |                |                |                |                |
| -------------- | ------------------------------- | -------------- | -------------- | -------------- | -------------- | -------------- | -------------- | -------------- | -------------- |
| 14.            | Darkside of the Sun (Live)      | 3:54           |                |                |                |                |                |                |                |
| 15.            | Sonnensystem                    | 3:52           |                |                |                |                |                |                |                |
| 16.            | Ready, Set, Go! (Grizzly Remix) | 3:16           |                |                |                |                |                |                |                |
| 1:00:34        |                                 |                |                |                |                |                |                |                |                |

## Bonus DVD content

### Music videos
1. Darkside of the Sun
2. Automatic
3. World Behind My Wall
4. Ready, Set, Go!
5. Monsoon
6. Scream
7. Lass Uns Laufen
8. Schrei

### Tokio Hotel TV
1. Interview above the clouds
2. MTV VMA 2008 : Music, mayhem, Tokio Hotel
3. Dreams come true... and now it's partytime
4. Intimate confessions
5. Humanoid City Live

### Interview
1. Questions & answers